# Aubry-du-Hainaut
Aubry-du-Hainaut – miejscowość i gmina we Francji, w regionie Hauts-de-France, w departamencie Nord.
Według danych na rok 1990 gminę zamieszkiwały 1444 osoby, a gęstość zaludnienia wynosiła 334 osób/km² (wśród 1549 gmin regionu Nord-Pas-de-Calais Aubry-du-Hainaut plasuje się na 450. miejscu pod względem liczby ludności, natomiast pod względem powierzchni na miejscu 739.).